# 米氏拟圆壳蟹
米氏拟圆壳蟹（学名：Paracyclois milneedwardsii）为馒头蟹科拟圆壳蟹属的动物。分布于日本，包括南海等海域，生活环境为海水，常生活于80-274米的软沙或泥沙底。该物种的模式产地在巴布亞新畿內亞馬努斯省的阿德朱雷耳提群岛北面。